# 2.ª Região Militar
A 2ª Região Militar (2ª RM) é uma das doze regiões militares do Exército Brasileiro. Sediada na cidade de São Paulo, tem jurisdição administrativa no estado homônimo e é subordinada ao Comando Militar do Sudeste. Até 1952 seu comando foi unido ao da 2ª Divisão de Infantaria, atual 2ª Divisão de Exército. É também conhecida como Região das Bandeiras, em homenagem aos bandeirantes paulistas.

## Organização
Está sediada na cidade de São Paulo, subordinada ao Comando Militar do Sudeste, e possui jurisdição administrativa sobre as unidades militares sediadas nesse estado.
| Comando 2ª Região Militar - São Paulo - Comando da 2ª Região Militar - São Paulo - 21º Depósito de Suprimento - São Paulo - 22º Depósito de Suprimento - Barueri - Base de Administração e Apoio do Ibirapuera - São Paulo - Hospital Militar de Área de São Paulo - São Paulo - Comissão Regional de Obras da 2ª Região Militar - São Paulo - Base de Apoio Regional/Ribeirão Preto - Base de Apoio Regional/Bauru - Base de Apoio Regional/Sorocaba - 2ª Companhia de Transportes - São Paulo |

## História
São Paulo tinha pouca presença do Exército durante o Império, e havia poucos paulistas em seu oficialato durante a Primeira República, evidenciando o divórcio entre o Exército e a elite civil. Ainda assim, sucessivas reformas do Exército centralizavam na capital paulista partes do território nacional: em 1891 o 4º Distrito Militar, abrangendo São Paulo, Minas Gerais e Goiás; em 1908 a 10ª Região de Inspeção Permanente, com São Paulo e Goiás; em 1915 a 6ª Região Militar, com São Paulo, Paraná, Santa Catarina, Mato Grosso e Goiás; e em 1919 a 2ª Região Militar, com São Paulo e Goiás.
A princípio o comando era exercido conjuntamente com o da 2ª Divisão de Infantaria, contendo as forças combatentes em São Paulo. Seu território se estendia até a Amazônia, no atual Tocantins. A partir de 1919 a guarnição federal em São Paulo foi reforçada, provocando uma expansão da Força Pública estadual. A Força Pública paulista era notável entre os “pequenos exércitos” estaduais. Durante a Primeira República ela excedia em tamanho e poder de fogo a 2ª RM. Na Revolução de 1922 o general Abílio de Noronha, comandante da 2ª RM, enviou uma coluna contra os revoltosos em Mato Grosso. Quando a própria capital paulista foi conflagrada na Revolução de 1924, o general Noronha liderou a reação legalista inicial, mas acabou preso pelos revolucionários.
Durante a Segunda Guerra Mundial a 2ª RM colaborou com a Federação das Indústrias do Estado de São Paulo para evitar a convocação ao serviço militar de operários indispensáveis nas fábricas. A nomeação do general Mascarenhas de Moraes, comandante por alguns meses em 1943, foi sinal político das autoridades brasileiras aos Estados Unidos, pois Mascarenhas era favorável aos Aliados e a 2ª RM tinha mais prestígio do que a 7ª, até então comandada pelo general. Os comandos da 2ª RM e 2ª Divisão de Infantaria foram separados em 1952. Ambos foram subordinados à Zona Militar do Centro, atual Comando Militar do Sudeste. Em 1960 ela controlava apenas quatro grupos de artilharia antiaérea, tendo um Comando de Artilharia de Costa e Antiaérea criado no ano anterior.
Mesmo sendo um comando administrativo e não de tropas, era ponto conveniente de contato com a elite paulista civil, sendo aproveitada pelo general Olímpio Mourão Filho, comandante em 1963, para conspirar contra o Governo João Goulart. O comandante em 1964, Armando Bandeira de Morais, foi salvo da aposentadoria compulsória por uma promoção concedida pelo presidente e integrava seu dispositivo militar; ainda assim, cedeu à pressão de aderir ao golpe de Estado contra ele. A partir de 1967, engenheiros do Exército no Parque Regional de Motomecanização da 2ª RM (PQRMM/2) contribuíram ao desenvolvimento tecnológico da indústria bélica nacional na área dos veículos blindados. Em 1992 a região recebeu a denominação histórica de Região das Bandeiras, em homenagem aos bandeirantes.